# Green v. Biddle
Green v. Biddle, 21 US 1 (1823) est une décision de la Cour suprême des États-Unis qui a jugé à 6 contre 1 que l’état de la Virginie avait bien conclu un pacte avec le gouvernement fédéral des États-Unis en vertu de la section 1 de l’Article IV de la Constitution des États-Unis.
Elle estime que les conventions territoriales accordées par la Virginie dans le district du Kentucky avant que le Kentucky devienne un État indépendant sont prioritaires sur celles qui sont accordées a posteriori par l'État du Kentucky. La Cour suprême statue que la loi adoptée par le Kentucky, qui restreint ses droits, est inconstitutionnelle et viole le droit de la Virginie à céder ces terres conformément à l'article quatre, section première.

## Contexte
En 1606, lors de la colonisation européenne des Amériques, Jacques 1er d'Angleterre accorde la Charte de 1606 (Charter of 1606 (en) à la Virginia Company, nouvellement établie, lui autorisant la colonisation des terres située entre la 34e et la 45e latitude et jusqu'à 160 km à l'intérieur des terres. La terre, elle-même reste la propriété du roi, mais sont louées à la Société de Londres et la Société Plymouth (les deux Divisions de la Virginia Company) qui les sous-loue aux colons.
En 1609, Jacques 1er redéfinit les limites de la colonie de Virginie pour étendre ses frontières nord et sud et revendique à ce titre à toutes les terres à l'ouest de l'Océan Pacifique. Les revendications et contentieux territoriaux sur ces terres étendues à l'Océan Pacifique deviennent une  question très controversée après la Révolution américaine. Pour aider à résoudre ces questions, en 1781, la Virginie accepte de céder au gouvernement fédéral des États-Unis tous les titres territoriaux litigieux à l'ouest de la rivière Ohio.
L'accord entre la Virginie et les États-Unis en vertu duquel la Virginie rend ces territoires stipule que tous les droits et les intérêts privés liés aux terres situées dans ledit district [du Kentucky] issus des lois de la Virginie avant cette séparation restent valables et doivent être déterminés par les lois en vigueur dans l'État de Virginie.
Les titres sont transférés en 1784, et le Congrès américain adopte l'Ordonnance de 1784, le Land Ordinance de 1785, et l'Ordonnance du Nord-Ouest afin de transformer ces terres en territoire et (éventuellement) en États. En 1792, après 10 conventions constitutionnelles et trois statehood permettant d'adoptées les lois nécessaires, le Kentucky est admis comme État le 1er juin, 1792. Les termes de l’accord entre la Virginie et le gouvernement fédéral sont inclus dans la Constitution du Kentucky.
Le 27 février 1797, l'État du Kentucky adopte une loi protégeant les personnes qui ont été dépouillées de leurs terres en raison d'une mauvaise Procédure translative de propriété. La législation: 1) décharge l'ancien tenant d'un titre de payer un loyer ou des bénéfices alors que le titre est déclaré impropre (par exemple : Mesne profits (en)); 2) Tient le demandeur ayant gain de cause assujetti à l'ancien titulaire pour les améliorations apportées à la propriété; Et 3) dans le cas où les améliorations dépasseraient la valeur de la terre brute, le demandeur ayant gain de cause peut retourner le bien à l'ancien tenant du titre sans payer le solde ou garder la propriété, mais doit déposer caution et garanti jusqu'à ce que la valeur des améliorations soit payée.
Le 31 janvier 1812, le Kentucky adopte une nouvelle loi protégeant les personnes qui ont été dépouillées en raison d'une mauvaise Procédure translative de propriété. Cette deuxième loi : 1) Exige que le demandeur ayant gain de cause paye pour les propriétaires en titre éjectés. 2) Le demandeur ayant gain de cause peut éviter de payer la valeur des améliorations en renonçant à la terre et en acceptant le paiement d'un montant de la valeur de la propriété non améliorée, ou peut garder la terre (mais doit déposer une caution et garantie si la valeur des améliorations dépasse les trois quarts de la valeur de la propriété non améliorées). 3) Le titulaire éjecté est responsable du paiement des loyers et des profits sur la propriété après le jugement contre lui, mais seulement pour une période n’excédant pas cinq ans après cette décision. 4) Les tribunaux doivent déterminer la valeur des terres, des loyers et des bénéfices dans de tels cas.
Sur cette base, les héritiers de John Green poursuivent Richard Biddle pour réclamer la propriété de certaines terres dans l'État du Kentucky.

## Décision

### Opinion de la majorité

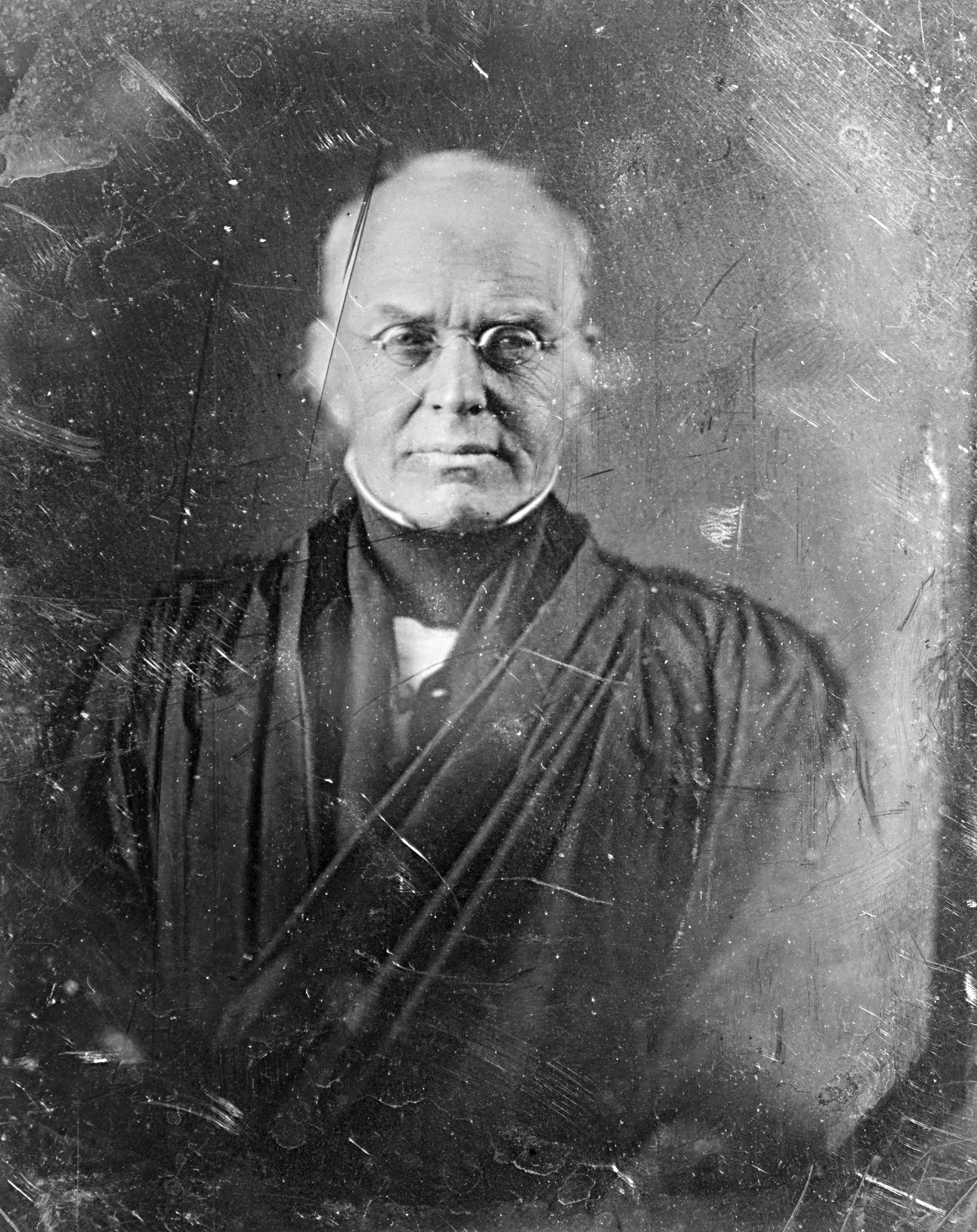
Le juge Joseph Story.

Le Juge assesseur de la Cour suprême des États-Unis Joseph Story a émis l'avis de la Cour. Le juge Bushrod Washington n'a pas participé à cette décision.
Pour la majorité, la question principale est de savoir si les deux actes législatifs du Kentucky étaient constitutionnels. Le juge Story concède que chaque État a le droit souverain de déterminer la structure juridique en vertu, duquel des biens peuvent être transmis et le titre réglé. Ce droit a été exercé par la Virginie quand elle a accepté l’accord transmettant ses terres aux États-Unis. Cependant, cet accord déclare dans les termes les plus explicites que tous les droits et les intérêts privés de ces terres, dérivent des lois de la Virginie, et restera valide et garanti en vertu des lois du Kentucky, et doit être déterminée par les lois alors en vigueur en Virginie. La question, devant la Cour, est alors de savoir si les actes de 1797 et 1812, restreignent les droits des détenteurs de titres énumérés en vertu du droit de Virginie au moment où l'accord est entré en vigueur en 1784. La cour conclut à  la majorité que ces droits ont été restreints, estimant que la législation du Kentucky était une violation inconstitutionnelle sur les droits souverains de la Virginie (tel que défini dans l’accord).

### Opinion de la majorité sur la nouvelle audience
Le Kentucky demande immédiatement une nouvelle audience. Le juge Bushrod Washington participe et rend la décision de la Cour. Le juge Washington examine le langage législatif des actes de 1797 et 1812 pris par le Kentucky. Les similitudes et les différences entre d'un côté les actes du Kentucky et de l'autre les lois de Virginie et le développement du common law en Amérique ont été comparés et contrastés. Le juge conclu que les actes du Kentucky imposent des restrictions et des responsabilités que le droit de Virginie ne contient pas.
Le juge Washington examine ensuite deux demandes supplémentaires: 1) Sur l'inconstitutionnalité des actes du Kentucky car le Congrès des États-Unis n'avait pas consenti aux restrictions imposées par la Virginie à cet état, et 2) que les actes du Kentucky violent la souveraineté de la Virginie sur la terre précédemment détenue par cette dernière et remise seulement au terme de l'accord de 1784.
Sur la première demande, Washington observe qu’elle est fondée sur l'idée que le Congrès n’avait pas donné son consentement explicite à un article spécifique dans l’accord en question. Il rejette cet argument, concluant que la loi du Congrès n’était pas un simple acquiescement tacite, mais une déclaration expresse de l'esprit législatif, résultante de la construction manifeste de l'acte lui-même. Par conséquent, avec l'assentiment du Congrès, la Virginie avait été en mesure d'imposer des restrictions sur la Constitution du Kentucky.
Quant à la deuxième demande, la majorité juge que la Constitution interdit expressément toute tentative de porter atteinte aux obligations de contrat. Le Kentucky, donc, étant un parti de l'accord qui garantit aux propriétaires terriens se trouvant dans cet état sous des titres dérivés et conformes aux lois de Virginie, était incompétent pour violer ce contrat en décidant une loi qui a rendu ces droits moins sûr et valable.

### Opinion dissidente

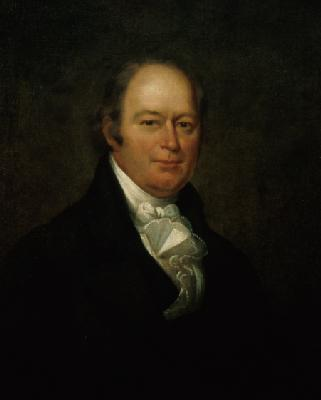
Le juge William Johnson.

Pour le juge William Johnson, la première question est de savoir si les actes Kentucky sont constitutionnels. S'ils sont constitutionnels, quel acte devrait être appliqué ? La plainte a été déposée après l’adoption de la législation de 1797, mais avant la promulgation de loi de 1812. Johnson refuse de statuer sur la première question, car elle n’avait pas été soulevée en appel.  Il s'est cependant senti contraint de faire des remarques sur un des aspects de ce cas.
Le Kentucky avait fait valoir qu'il avait reconnu l’accord de 1784 comme un accord mais pas comme une loi fondamentale. Est-ce vrai ? Dans le Dictum (en), Johnson avance que cette disposition de la constitution du Kentucky n'a pas limité la souveraineté du Kentucky sur sa propre terre. Le Congrès, le Kentucky et la Virginie avait-il voulu conduire à un résultat particulièrement indésirable tel qu'il limiterait profondément la souveraineté du Kentucky et instaurerait un territoire sur lequel aucun gouvernement ne pourrait légiférer : ni la Virginie car elle s'est défaite de sa souveraineté ; ni le Kentucky, car les lois de la Virginie ont été irrévocablement attachées aux deux tiers de son territoire.
Est-ce le sens de la constitution du Kentucky ? Johnson répond que non. Il suggère deux interprétations possibles. Le premier est que les terres du Kentucky n’était pas encore des « terres » au sens juridique, car aucun État n’existait encore pour les couvrir, et que la Virginie a cherché à protéger les droits des détenteurs de titre de terres. Une deuxième interprétation considère les positions de la Virginie comme semblables à une nation qui s'impose à une autre pour protéger les droits fondamentaux (comme le droit de récupérer des biens dans une épave ou pirate). Cependant, ces dispositions ne pouvaient pas aller si loin et nier le droit du Kentucky à réglementer les titres et la transmission des terres, et de réquisitionner des terres à des fins publiques en échange d'une compensation équitable (comme le droit de chaque État souverain).
Mais Johnson n’accepte qu’à contrecœur l'abandon d’une interprétation stricte de la constitution du Kentucky qui laisse dans l'incertitude quant à l'étendue du pouvoir législatif du Kentucky sur le territoire tenu par les accords de Virginie. Johnson conclu que, s’il est forcé de choisir entre une stricte interprétation et l'incertitude, il opterait pour l'incertitude. Résoudre cette incertitude n’est cependant pas, une question posée à la Cour suprême, et doit être résolus par les politiques.

## Composition de la cour suprême
- Juge en chef des États-Unis: 
  - John Marshall
- Juge assesseur de la Cour suprême des États-Unis: 
  - Bushrod Washington
  - William Johnson
  - Henry Brockholst Livingston
  - Thomas Todd
  - Gabriel Duvall (en)
  - Joseph Story